# Parque nacional Cát Tiên
Parque Nacional Cat Tien es un importante parque nacional ubicado en el sur de Vietnam, entre las provincias de Dong Nai, Lam Dong y Binh Phuoc,  a unos 150 kilómetros al norte de Ciudad Ho Chi Minh. El parque protege una de las mayores áreas de selva húmeda tropical da baja altitud en Vietnam.

## Historia
El parque fue declarado zona protegida inicialmente en 1978 como dos sectores, Nam Cat Tien y Tay Cat Tien. Un tercer sector, Cat Loc, fue declarado reserva de rinocerontes en 1992 tras descubrirse allí una pequeña colonia de rinocerontes javaneses, ocasión en la que el parque llamó la atención de todo el mundo. En 1998 se combinaron estas áreas en un solo parque.
Durante la Guerra de Vietnam la región donde actualmente se ubica el parque sufrió importantes degradaciones al ser rociada con pesticidas y exfoliantes. En las zonas de impacto de los productos químicos actualmente sólo crece el bambú y algunas gramíneas.

## Clima
El clima es tropical monzónico con lluvias entre mayo y octubre y sequía entre noviembre y abril. La pluviosidad anual promedio es de 2.435 mm, la temperatura anual promedio es de 25,5 °C y la humedad relativa promedio es del 80 % (Scott, 1989).

## Biodiversidad de Cat Tien
Cerca del 50 % del parque está cubierto de selva húmeda, dominada por plantas de la familia Dipterocarpaceae; un 40 % está formado por bosques de bambú y el 10 % restante son granjas, pantanos y zonas de pastos. La fauna es impresionante, e incluye animales de gran tamaño, elefantes asiáticos, gaures, osos malayos y, probablemente, bantengs y búfalos salvajes. Se ha informado también de avistamientos de tigres, leopardos y osos negros asiáticos, aunque estas observaciones no han podido ser corroboradas. En el parque viven también diversas especies de pequeños mamíferos, entre los que incluyen el macaco cangrejero, varias civetas, el gibón de pecho blanco, el langur plateado, el loris perezoso, trágulos y tupayas. Hasta 2010 se hallaban en él una de las dos últimas poblaciones de rinoceronte de Java.
Las especies de aves son muy abundantes e incluyen el pato de ala blanca, el cálao mayor y el águila negra.

## Peligros para la conservación
Cat Tien es una importante reserva para Vietnam, tanto para el hábitat que protege como para sus especies. Es crucial para la existencia del rinoceronte de Java, así como otras 40 especies pertenecientes a la lista roja del IUCN. En torno a un 30% de las especies animales existentes en Vietnam están representadas en el parque. Sin embargo, éste se ve amenazado por el crecimiento de las comunidades locales y sus invasiones seguidas normalmente por la deforestación. Por otra pare, el parque es demasiado pequeño para algunas de las especies mayores que allí habitan, lo que puede conducir a su extinción local o a conflictos con los lugareños cuando estos animales se desplacen fuera del parque. Este es un problema de particular importancia para los elefantes del parque, demasiado pequeño para poder mantenerlos.
Desde principios de la década de 1990, en parte debido al descubrimiento de los rinocerontes, ha habido donaciones privadas e inversiones del gobierno para la protección del parque y el manejo de sus recursos forestales. Actualmente se trata de combinar la actividad inherente al manejo del parque con las actividades orientadas hacia la utilización por parte del público.